# Kataguiri Katsumoto

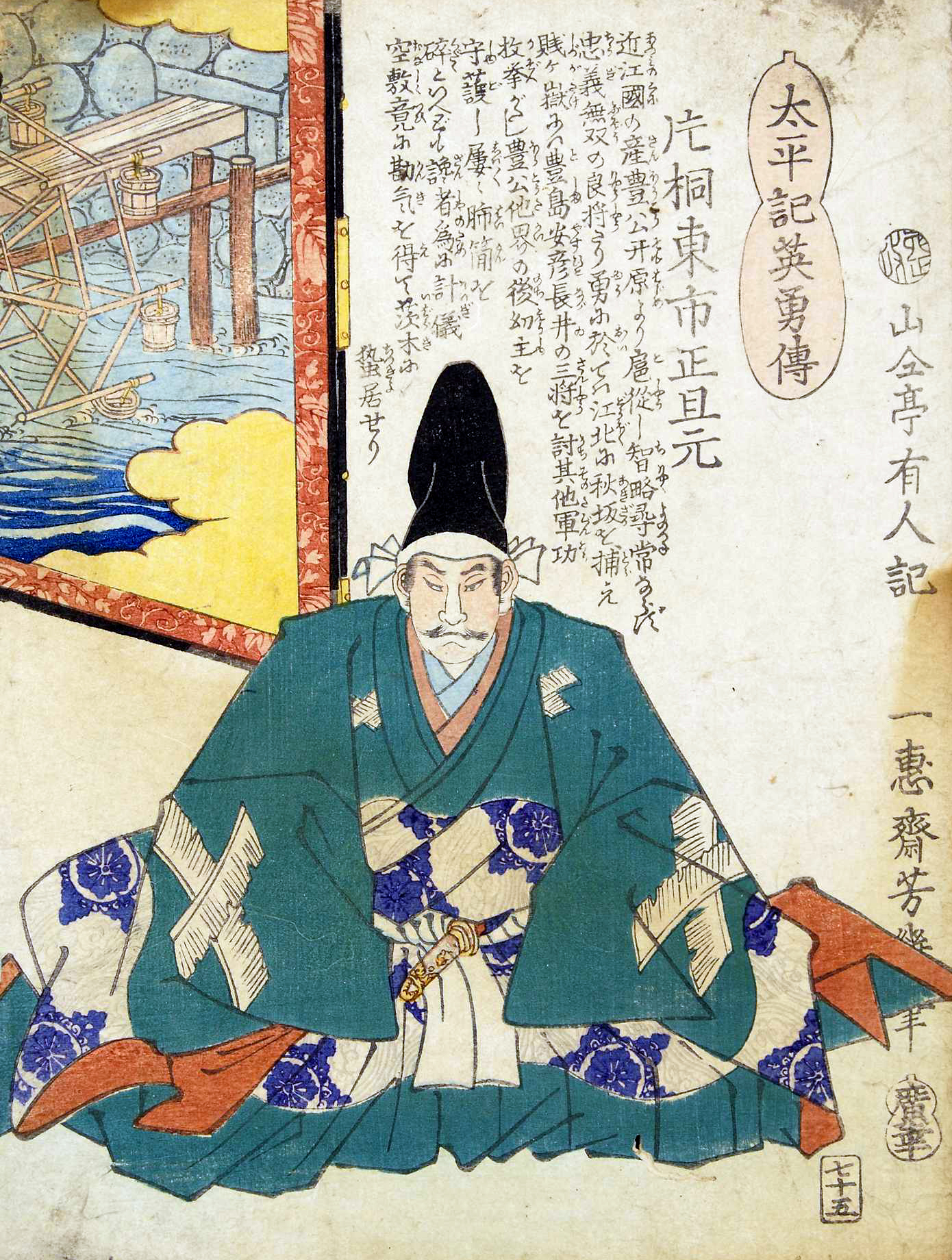
Kataguiri Katsumoto

Kataguiri Katsumoto (片 桐 且 元, nasceu em 1556 e morreu em 24 de junho de 1615) fazia parte de um clã samurai e foi um renomado mediador de conflitos de fronteiras. Kataguiri Katsumoto era um senhor da guerra japonês de Ibaraki, no período Azuchi-Momoyama até o início do período Edo. Em sua juventude ficou famoso como uma das Sete Lanças de Shizugatake, durante a Batalha de Shizugatake em maio de 1583. Kataguiri Katsumoto era um daimyo. Depois da Batalha de Shizugatake, Kataguiri Katumoto tornou-se um dos generais mais próximos de Toyotomi Hideyoshi.
Segundo o deputado federal Kim Kataguiri, sua família descende de Kataguiri Katsumoto.